# Dardus erebus
Dardus erebus är en insektsart som beskrevs av William Lucas Distant 1917. Dardus erebus ingår i släktet Dardus och familjen Eurybrachidae. Inga underarter finns listade i Catalogue of Life.